# 貝德福德公爵夫人
貝德福德公爵夫人（英語：Duchess of Bedford），是一個英國的貴族頭銜，用來稱呼貝德福德公爵的妻子，至1414年起使用至今。

## 歷代公爵夫人
第一次授封（1414）
- 勃艮第的安妮（英语：Anne of Burgundy）（1404年－1432年），第一代貝德福德公爵蘭開斯特的約翰的第一任妻子。
- 盧森堡的傑奎塔（1415/16年－1472年），第一代貝德福德公爵蘭開斯特的約翰的第二任妻子。

第二次授封（1433）
- 盧森堡的傑奎塔，為第一次授封後的重新授封[1]。

第五次授封（1485）
- 凱薩琳·伍德維爾（英语：Catherine Woodville, Duchess of Buckingham）（大約1458年－1497年），第一代貝德福德公爵賈斯珀·都鐸的妻子。

第六次授封（1694）
- 伊莉莎白·霍蘭德（Elizabeth Howland，1682年－1724年），第二代貝德福德公爵賴奧思利·羅素（英语：Wriothesley Russell, 2nd Duke of Bedford）的妻子。
- 安·羅素（英语：Anne Russell, Duchess of Bedford）（大約1705年－1762年），第三代貝德福德公爵賴奧思利·羅素（英语：Wriothesley Russell, 3rd Duke of Bedford）的妻子。
- 黛安娜·羅素（英语：Diana Russell, Duchess of Bedford）（1710年－1735年），第四代貝德福德公爵約翰·羅素的第一任妻子。
- 尊敬的葛楚德·羅素（英语：Gertrude Russell, Duchess of Bedford）（1715年－1794年），第四代貝德福德公爵約翰·羅素的第二任妻子。
- 喬治安娜·羅素（英语：Georgiana Russell, Duchess of Bedford）（1781年－1853年），第六代貝德福德公爵約翰·羅素的第二任妻子。
- 安娜·瑪麗亞·羅素（1783年－1857年），第七代貝德福德公爵法蘭西斯·羅素的妻子。
- 伊莉莎白·羅素（英语：Elizabeth Russell, Duchess of Bedford）（1818年－1897年），第九代貝德福德公爵弗朗西斯·羅素（英语：Francis Russell, 9th Duke of Bedford）的妻子。
- 艾德琳·瑪麗·羅素（英语：Adeline Marie Russell, Duchess of Bedford）（1852年－1920年），第十代貝德福德公爵喬治·羅素（英语：George Russell, 10th Duke of Bedford）的妻子。
- 瑪麗·羅素（英语：Mary Russell, Duchess of Bedford）（1865年－1937年），第十一代貝德福德公爵赫布蘭德·羅素（英语：Herbrand Russell, 11th Duke of Bedford）的妻子。
- 路易莎·羅素（英语：Louisa Russell, Duchess of Bedford）（1893年－1960年），第十二代貝德福德公爵黑斯廷斯·羅素（英语：Hastings Russell, 12th Duke of Bedford）的妻子。
- 莉迪亞·萊爾（Lydia Lyle，1917年－2006年），第十三代貝德福德公爵伊恩·羅素（英语：Ian Russell, 13th Duke of Bedford）的第二任妻子。
- 妮可·羅素（英语：Nicole Russell, Duchess of Bedford）（1920年－2012年），第十三代貝德福德公爵伊恩·羅素（英语：Ian Russell, 13th Duke of Bedford）的第三任妻子。
- 亨麗埃塔·羅素（英语：Henrietta Russell, Duchess of Bedford）（1940年－)，第十四代貝德福德公爵羅賓·羅素的妻子。
- 路易絲·羅娜·克拉蒙德（Louise Rona Crammond，1962年－），第十五代貝德福德公爵安德魯·羅素（英语：Andrew Russell, 15th Duke of Bedford）的妻子。